# رالي مونت كارلو 2019
رالي مونت كارلو 2019 هو سباق رالي أقيم في الفترة من 24 إلى 27 يناير 2019 في غب بروانس آلب كوت دازور، الألب العليا. تكون الرالي من 16 مرحلة. فاز سيباستيان أوجييه ببطولة السائقين.